# إنال
إنال بلدة موريتانية وإحدى بلديات ولاية داخلة نواذيبو.

## وصلات خارجية
- تقرير عن بلدية إنال على القناة الموريتانية